# Edmond Reiffers
Pour les articles homonymes, voir Reiffers.
Edmond Reiffers, né le 21 novembre 1881 à Mondorf-les-Bains (Luxembourg) et mort le 30 janvier 1949 à Luxembourg (Luxembourg), est un notaire et homme politique luxembourgeois, membre du Parti de la droite (RP).

## Biographie
Le 6 novembre 1915, il est nommé au poste de Directeur général des Finances et de l’Instruction publique dans le gouvernement Loutsch. Le 22 janvier 1916, il donne sa démission. Il est remplacé le 24 janvier à la Direction générale des Finances par Léon Kauffman tandis que Léon Moutrier est désormais titulaire du portefeuille de l'Instruction publique.
Il épouse Margot Juttel. Son fils, Jean Reiffers (lb), est connu pour son implication dans l'opération Overlord au cours de la Seconde Guerre mondiale.

## Décoration
- Commandeur avec couronne de l'ordre d'Adolphe de Nassau[3]

## Publication
- Bernard Delvaux et Edmond Reiffers, Les sociétés « holding » au Grand-Duché de Luxembourg, Luxembourg, Sirey, 1969, 461 p.